# Nakoda
Nakoda è una suddivisione dell'India, classificata come census town, di 5.949 abitanti, situata nel distretto di Chandrapur, nello stato federato del Maharashtra. In base al numero di abitanti la città rientra nella classe V (da 5.000 a 9.999 persone).

## Geografia fisica
La città è situata a 19° 55' 51 N e 79° 07' 36 E.

## Società

### Evoluzione demografica
Al censimento del 2001 la popolazione di Nakoda assommava a 5.949 persone, delle quali 3.139 maschi e 2.810 femmine. I bambini di età inferiore o uguale ai sei anni assommavano a 633, dei quali 355 maschi e 278 femmine. Infine, coloro che erano in grado di saper almeno leggere e scrivere erano 4.514, dei quali 2.569 maschi e 1.945 femmine.